# Raión de Ovídiopol

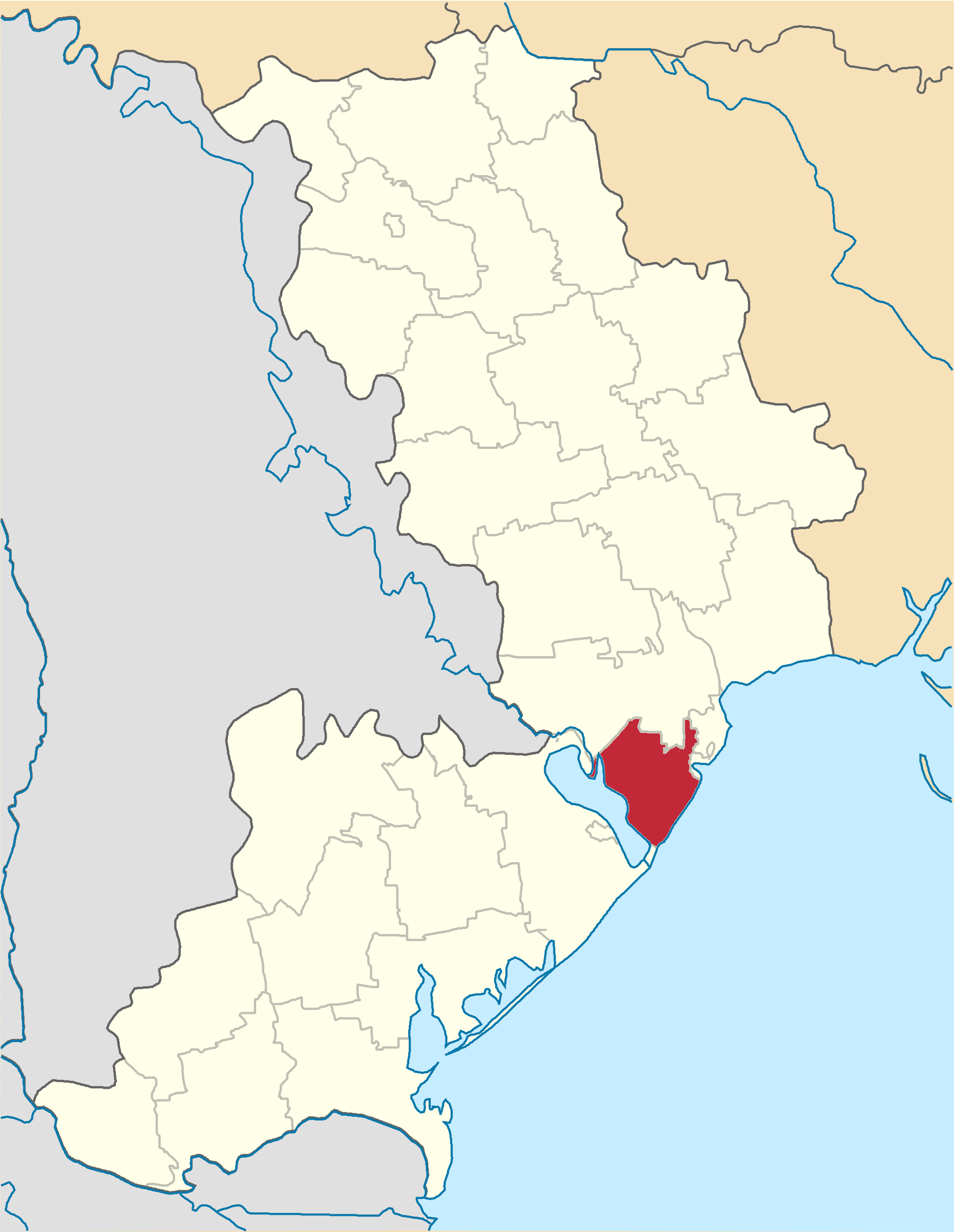
Localización del Raión de Ovidiopol Raion en el óblast de Odesa.

El raión de Ovidiopol (ucraniano: Овідіопольський район) es un distrito del óblast de Odesa de Ucrania. La población del distrito en 2001 era de 60 308 habitantes. De acuerdo con el censo de Ucrania de 2001, su población era 79 % ucraniana, 15 % rusa, 2 % moldava, 1 % búlgara y 1 % bielorrusa. Su centro administrativo es la ciudad de Ovidiopol.
La costa del mar Negro está al sudeste del distrito y la costa del Dniéster está al sudoeste del distrito.

## Localidades
- Avangard
- Balka
- Baraboi
- Bohatyrivka
- Dal'nyk
- Dobooleksandrivka
- Kalahliya
- Karolino-Bugaz
- Lenintal
- Hrybivka
- Marianivka
- Mizikevycha
- Molodizhne
- Nadlymanske
- Nikolaevka
- Nova Dolyna
- Novohradkivka
- Ovídiopol
- Petrodolynske
- Prylymanske
- Roksolany
- Sanzhiyka
- Seque Lyman
- Tairove
- Velykodolyns'ke
- Yosypivka